# Вулверин (Мичиген)
Вулверин (енгл. Wolverine) град је у америчкој савезној држави Мичиген.

## Демографија
По попису из 2010. године број становника је 244, што је 115 (-32,0%) становника мање него 2000. године.
| Група             | 2000.       | 2010.       |
| Белци             | 352 (98,1%) | 230 (94,3%) |
| Афроамериканци    | 0 (0,0%)    | 0 (0,0%)    |
| Азијати           | 0 (0,0%)    | 2 (0,8%)    |
| Хиспаноамериканци | 1 (0,3%)    | 3 (1,2%)    |
| Укупно            | 359         | 244         |